# Gokuraku Parodius
Gokuraku Parodius (極楽パロディウス Gokuraku Parodiusu?) es una serie de máquinas tragaperras (pachislot) ambientada en la franquicia Parodius y desarrollada por la división de Konami llamada KPE (Konami Parlor Entertainment). Comenzó a publicarse en el septiembre del año 2010, únicamente en Japón, y hasta el momento se compone de dos títulos:
- Gokuraku Parodius (極楽パロディウス Gokuraku Parodiusu?) (septiembre de 2010)
- Gokuraku Parodius A (極楽パロディウスA Gokuraku Parodiusu A?) (noviembre de 2010)

## Gameplay
El juego se basa en los acontecimientos ocurridos en la saga del mismo nombre. Sus Protagonistas Hikaru y Akane son conejitas de playboy de Gokujo Parodius de 1994.
- Takosuke y Hikaru juega béisbol en la playa.
- Takosuke puso la fotografía.
- Akane se convierte en enfermera.
- El Pingüino Pirata de Parodius Da! tiene el martillo en las cartas.
- Akane Persigue a Michael con cofre del tesoro.
- Hikaru y Akane matan contra los cuatro jefes.
- Pentarou decide saludar a Penguette.
- Lecher Tako A saca su casete, sopla y puso la consola desde el principio.

### Música de Gokuraku Parodius
- Isla de los piratas : Polca Bajo truenos y relámpagos por Johann Strauss II (Remix) (Parodius Da!)
- Tema de Vic Viper: Gradius, dogfight: 'Comienzo de la historia' (remezcla) (Gokujo Parodius)
- Tema de Pentarou : Antarctic Adventure - Melodía de inicio (al comienzo) (Gokujo Parodius)
- ¡Vamos juntos! : Vals de La bella durmiente por Piotr Ilich Chaikovski (Gokujo Parodius)
- El panda bailarín : Marcha de los toreros' (preludio del acto I de la ópera Carmen) por Georges Bizet (Gokujo Parodius)
- Acorazado gato para siempre: Barras y estrellas por siempre por John Philip Sousa (Cortada) (Gokujo Parodius)
- Soy Eliza (Gokujo Parodius)
- Festival deportivo de caramelos : Tritsch-Tratsch Polka por Johann Strauss II (Gokujo Parodius)
- Una vez más, aquí llega el barco de los hermanos: Cabalgata de las valquirias por Wilhelm Richard Wagner y Gradius II: 'La antigua Edad de Piedra' (Gokujo Parodius)
- ¡Corre! ¡Corre! ¡Corre! : 'Final' de la Obertura de Guillermo Tell por Gioacchino Rossini (Gokujo Parodius)
- Baile Paro-Paro: 9.ª Sinfonía, Sinfonía del Nuevo Mundo, 4.º movimiento por Antonín Dvořák (Gokujo Parodius)
- Rika de patrulla: Gradius II (Vulcan Venture), nivel 8-3: 'El enemigo final' (Gokujo Parodius)
- Memorias de disparos: Twinbee, música de Power up de campana: 'Poderes fantásticos' (Cortada) (Gokujo Parodius)
- Amor de Yoshiko y Yoshio: Aires gitanos (Zigeunerweisen), Op. 20 por Pablo de Sarasate (Cortada) (Gokujo Parodius)
- Por favor, Juega Otra Vez ¿OK?: Gradius II, tema de game over (Gokujo Parodius)
- Rapsodia del maíz : Fuchs, du hast die Gans gestohlen por Ernst Anschütz (Sexy Parodius)
- Baño superveloz : Csikos Post por Hermann Necke (Sexy Parodius)
- Yie Ar Kung-Fu va al palacio del Rey dragón : Jingle al inicio - Yie Ar Kung-Fu (NES), Música de las batallas 1 a 5 - Yie Ar Kung-Fu (Arcade) y Música de las batallas 6 a 11 - Yie Ar Kung-Fu (Arcade) (Sexy Parodius)
- Bienvenido, chico : Castlevania, tema de jefe de nivel: 'Mente venenosa' y Danza húngara n.º 5 por Johannes Brahms (Sexy Parodius)
- ¡Detruye el caramelo!: Gradius, tema de jefe de nivel: 'Portaaviones' (Sexy Parodius)
- El Tema de Shooting Star : Twinbee Yahho!, nivel 1: Vuelo gemelo (Sexy Parodius)
- Salida para Sexy : Gradius III, dogfight n.º 1: Salida del espacio (remezcla) (Sexy Parodius)
- Tema del águila Sabu: Gradius II (Vulcan Venture), tema de jefe de fase: '¡Cuidado!' (Sexy Parodius)
- Tema de Labios calientes: Can-can del Orfeo en los infiernos por Jacques Offenbach (Sexy Parodius)
- Yūko es tu enemiga: Preludio n.º 7, Opus 28, por Frédéric Chopin y 'Escena 1' de El lago de los cisnes, Opus 20, por Piotr Ilich Chaikovski (Cortada) (Sexy Parodius)
- Tiroteo loco: Thunder Cross II, nivel 1: 'Batalla aérea' (Cortada) (Sexy Parodius)
- Happy-Go-Lucky (Canción Original)

### Personajes
| Nombre                         | Actor de voz    |
| ------------------------------ | --------------- |
| Hikaru                         | Mai Nakahara    |
| Akane                          | Ami Koshimizu   |
| Takosuke                       | Romi Park       |
| Pentarou                       | Junji Majima    |
| Anna Paburowa                  | ?               |
| Vic Viper                      | ?               |
| Michael                        | Nobuyuki Hiyama |
| Moai (Barco de Guerra de Moai) | Rikiya Koyama   |
| Chichi bin Tarika              | Rie Tanaka      |